# Coupe NEC
La Coupe NEC est un tournoi de go qui a été organisé au Japon de 1982 à 2012.

## Organisation
La Coupe NEC est une compétition de go organisée au Japon par la Nihon Ki-in. Contrairement aux principaux titres japonais, la Coupe NEC est un tournoi à élimination directe, avec des parties rapides. Les 16 challengers invités sont les tenants des titres Kisei, Meijin, Honinbo, Judan, Tengen, Oza, Gosei, Coupe NHK, JAL Super Championnat d'Hayago, NEC Shun-Ei et les meilleurs joueurs de la précédente édition de la Coupe NEC. Le vainqueur remporte un prix de 15,000,000 Yen ($130,000).

## Vainqueurs
| Joueur           | Années                 |
| ---------------- | ---------------------- |
| Takemiya Masaki  | 1982, 1986             |
| Sakata Eio       | 1983                   |
| Cho Chikun       | 1984, 1985, 2000, 2001 |
| Otake Hideo      | 1987, 1989, 1996       |
| Ishida Yoshio    | 1988                   |
| Rin Kaiho        | 1990                   |
| Kato Masao       | 1991, 1992, 1997       |
| Yoda Norimoto    | 1993, 1998, 2002       |
| Komatsu Hideki   | 1994                   |
| Kobayashi Koichi | 1995, 2004             |
| Kobayashi Satoru | 1999                   |
| Ryu Shikun       | 2003                   |
| Cho U            | 2005, 2007, 2011       |
| Cho Sonjin       | 2006                   |
| Kono Rin         | 2008, 2010             |
| Hane Naoki       | 2009                   |
| Takao Shinji     | 2012                   |